# John McCain

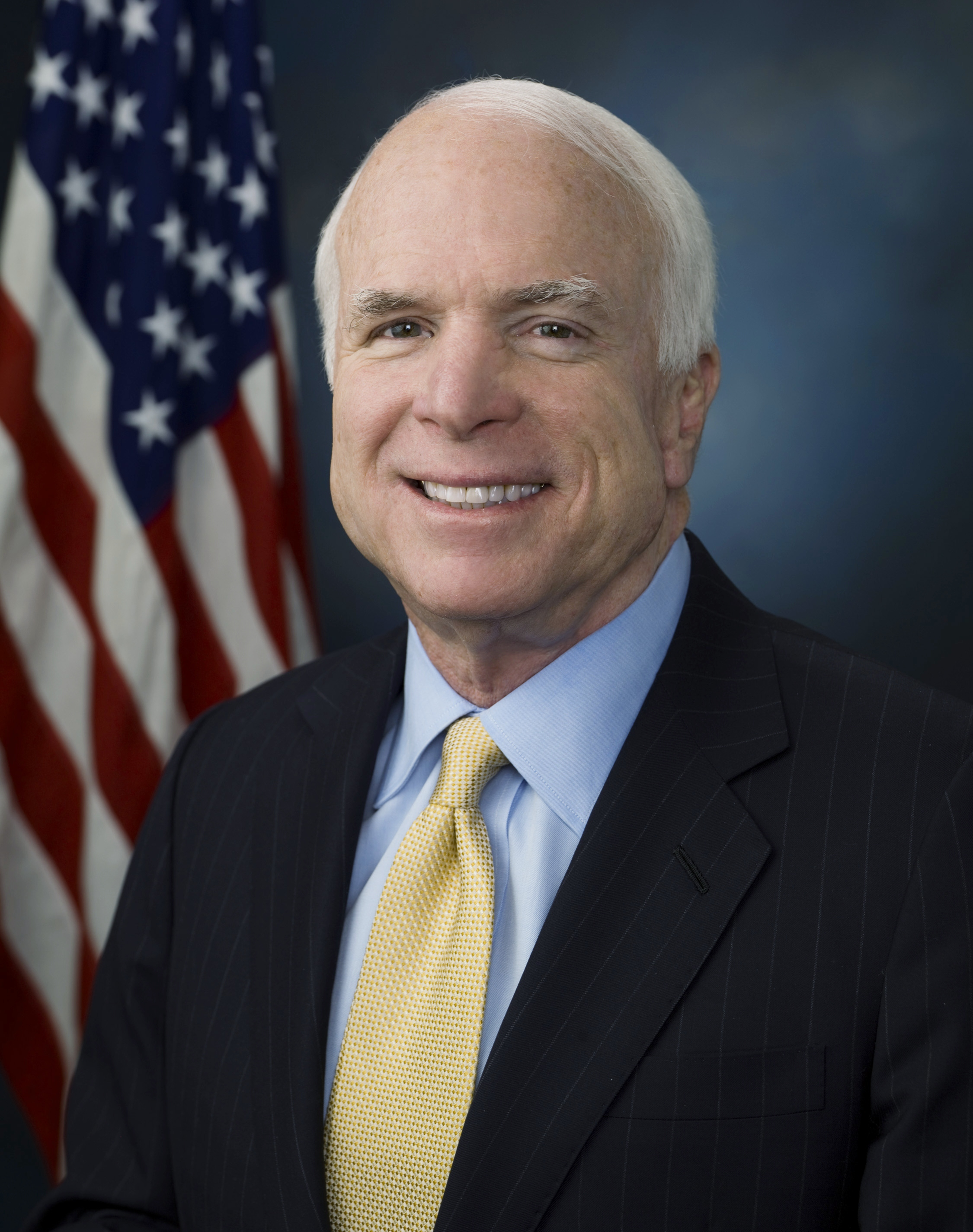
John McCain (2009)

John Sidney McCain III (* 29. August 1936 auf der Militärbasis Coco Solo, Panamakanalzone; † 25. August 2018 in Cornville, Arizona) war ein US-amerikanischer Politiker der Republikanischen Partei und von 1987 bis zu seinem Tod Senator für den Bundesstaat Arizona. Er war Kandidat der Republikaner für die Präsidentschaftswahl 2008, bei der er Barack Obama unterlag. Bereits im Jahr 2000 hatte er sich um das Amt des US-Präsidenten beworben, war in der Vorwahl jedoch an George W. Bush gescheitert. Vor seiner politischen Karriere war McCain bis 1979 Berufssoldat bei der United States Navy. Am Vietnamkrieg nahm er als Jagdbomberpilot teil, wurde 1967 abgeschossen und war fünfeinhalb Jahre Kriegsgefangener in Nordvietnam.

## Familie und Ausbildung

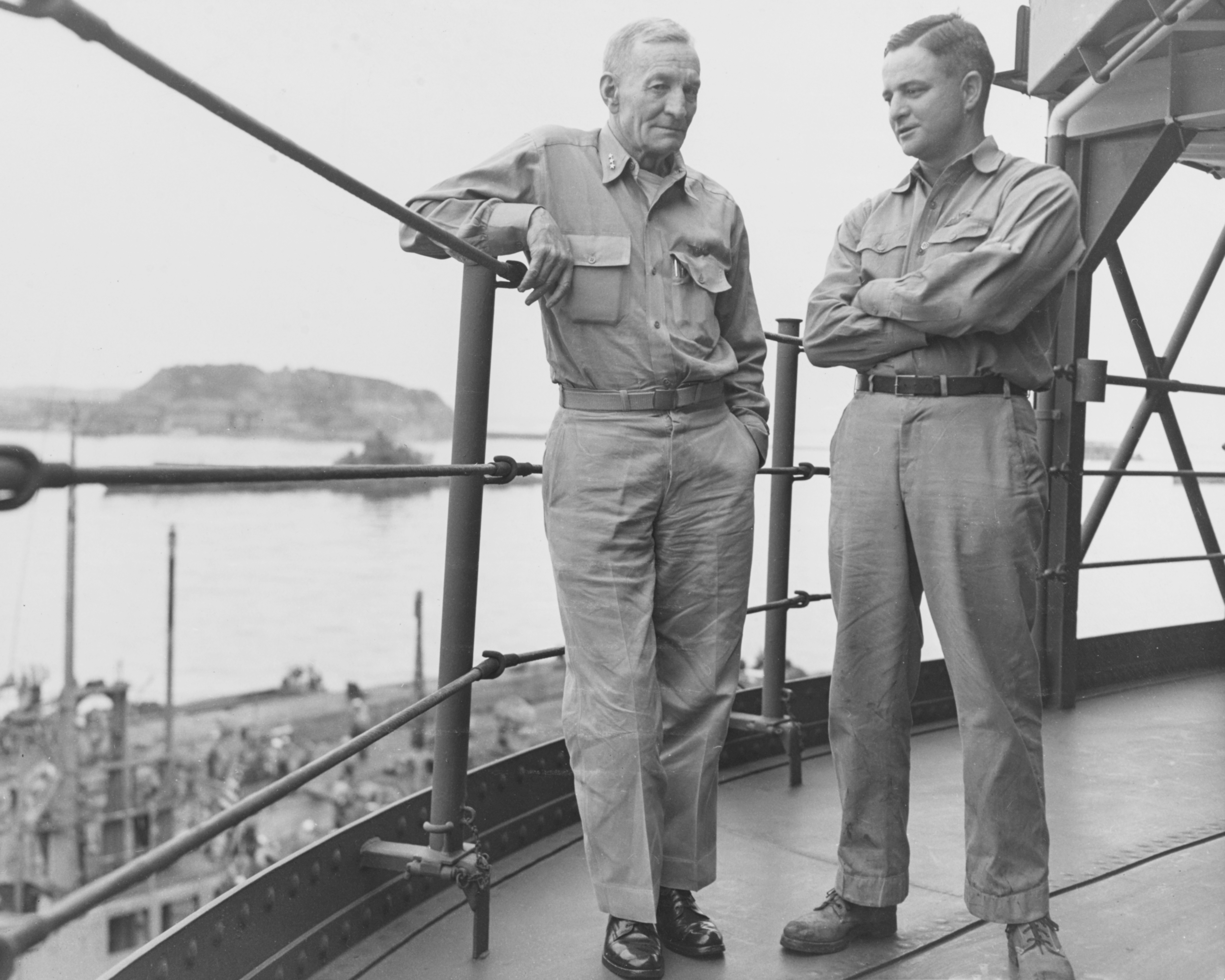
Großvater und Vater McCains auf einem Schiff der US Navy vor Tokio im September 1945

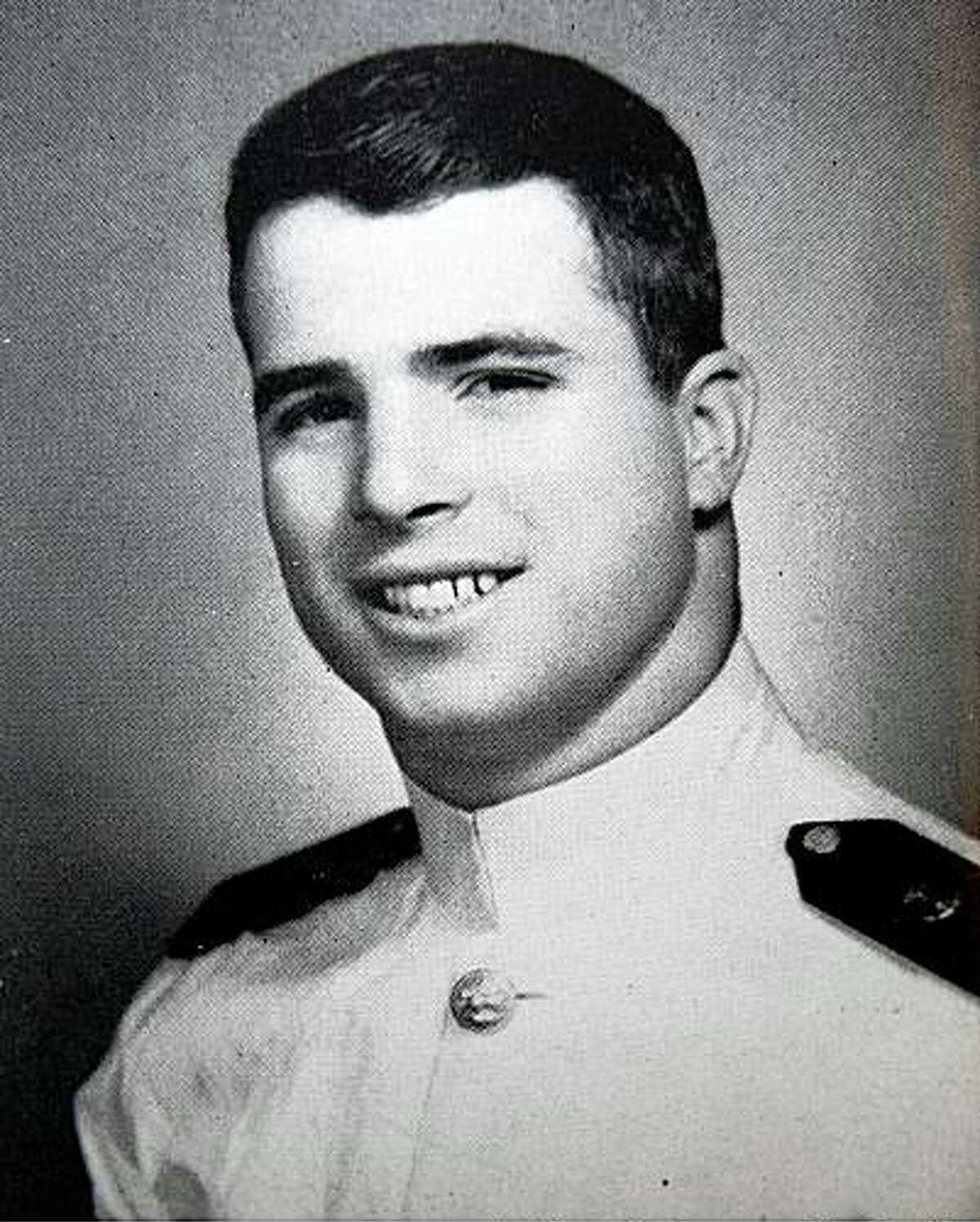
McCain an der Naval Academy, um 1954

Zu den Vorfahren John McCains gehörten Ulster-Schotten und Engländer; die meisten von ihnen lebten nach ihrer Auswanderung nach Nordamerika in den Südstaaten. Sein Ur-Ur-Großvater William A. McCain hatte in Mississippi eine Plantage mit fünfzig Sklaven besessen und fiel 1863 im Sezessionskrieg, in dem er auf der Seite der Konföderierten kämpfte. McCain selbst sah seine Wurzeln im Militär. Sowohl sein Vater als auch sein Großvater John Sidney McCain Sr. waren Admirale der US Navy. Er kam als Sohn von John Sidney McCain Jr. (1911–1981) und der Öl-Erbin Roberta Wright McCain (1912–2020), die ihn sowie auch seine Schwester überlebte und im Alter von 108 Jahren starb, auf der Marinebasis Coco Solo in der damals von den USA kontrollierten Panamakanalzone zur Welt. McCain hatte zwei Geschwister, Jean Alexandra („Sandy“) McCain Morgan (1934–2019) und den Bühnenschauspieler Joseph („Joe“) Pinckney McCain II (* 1942). Aufgewachsen als Mitglied der Episkopalkirche, schloss er sich später den Baptisten an.
Bis zum Alter von zehn Jahren besuchte er verschiedene Schulen auf Marinestützpunkten. Nach dem Ende des Zweiten Weltkrieges zog die Familie 1946 ins nördliche Virginia. Ab 1949 folgte die Familie erneut dem Vater zwei Jahre lang durch verschiedene Marinestützpunkte, insgesamt besuchte John McCain etwa 20 verschiedene Schulen. Ab 1951 besuchte er die private „Episcopal High School“ in Alexandria (Virginia), die er 1954 abschloss.
Wie sein Vater und sein Großvater zuvor trat er daraufhin in die US Naval Academy in Annapolis ein, die er 1958 mit dem Bachelorgrad verließ. Er war einer der schlechtesten Abgänger seines Jahrgangs, was Sean Wilentz seiner fehlenden Beachtung der Disziplin und Themen zuschreibt, die ihn nicht interessierten. Anschließend ließ er sich in der Naval Air Station Pensacola in Florida zum Piloten ausbilden, erwarb sich den Ruf eines Partygängers und diente bei den Marinefliegern. Er galt als draufgängerischer Pilot, stürzte mit seinem Flugzeug während der Ausbildung ins Meer und später in Spanien auf eine Stromleitung.
Aus seiner ersten Ehe mit dem Model Carol Shepp, die von 1965 bis 1980 dauerte, stammen die Tochter Sidney McCain (* 1966; Musikbranche) sowie die beiden Stiefsöhne Doug (* 1959; Zivilpilot) und Andy McCain (* 1962; Vizepräsident von Hensley & Co.). Seine zweite Ehe schloss er am 17. Mai 1980 mit Cindy Hensley (* 1954; Aufsichtsratsvorsitzende von Hensley & Co.), aus der die Kinder Meghan McCain (* 1984; Journalistin), John Sidney „Jack“ McCain IV. (* 1986; Naval Academy), James „Jimmy“ McCain (* 1988; Marine Corps) und die aus Bangladesch stammende Adoptivtochter Bridget McCain (* 1991) hervorgingen.

## Militärdienst und Gefangenschaft im Vietnamkrieg

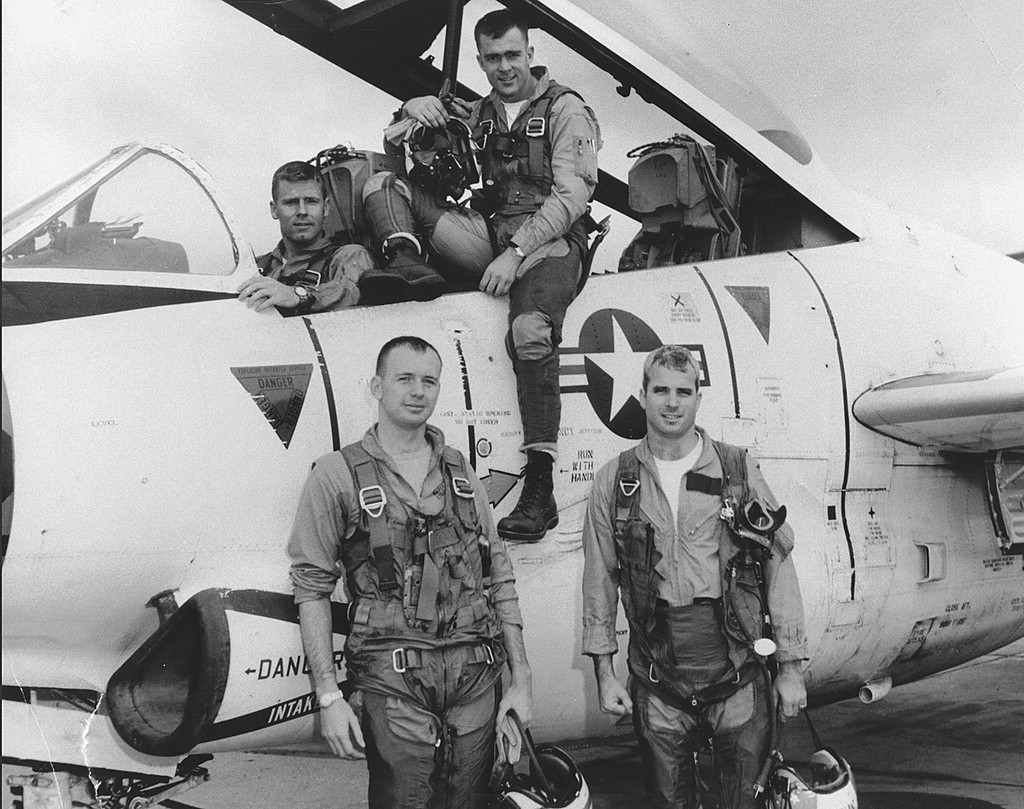
McCain (vorne rechts) 1965 mit seiner Staffel vor einem T-2-Buckeye-Trainingsflugzeug

McCain wird am 24. Mai 1973 nach seiner Rückkehr aus der Kriegsgefangenschaft von US-Präsident Richard Nixon begrüßt

McCain nahm als Marineflieger der Navy am Vietnamkrieg teil. Am 29. Juli 1967 befand er sich auf dem Flugdeck der Forrestal im Cockpit einer A-4E Skyhawk, als das neben ihm stehende Flugzeug von einer fehlgezündeten Zuni-Rakete getroffen wurde. Es gelang ihm, sich aus dem brennenden Flugzeug zu retten. 90 Sekunden später kam es zu einer Kettenreaktion von explodierender Munition und Treibstoff, bei der 134 Soldaten getötet wurden (siehe Forrestal-Katastrophe). Fortan war er auf der Oriskany stationiert.
Am 26. Oktober 1967 wurde er während eines Angriffs auf ein Wasserkraftwerk bei Hanoi abgeschossen und geriet in nordvietnamesische Gefangenschaft. Er brach sich beide Arme und ein Bein und erlitt weitere Verletzungen, als er aus dem Flugzeug geschleudert wurde. In nordvietnamesischer Gefangenschaft erhielt er nur eine rudimentäre medizinische Versorgung und wurde ab März 1968 zwei Jahre lang in Einzelhaft gehalten. Während seiner Gefangenschaft war sein Vater, Admiral John S. McCain, Jr. von 1968 bis 1972 Oberbefehlshaber des US-Pazifikkommandos und damit verantwortlich für alle US-Streitkräfte im Pazifik einschließlich derer, die in Vietnam kämpften. Im Hỏa-Lò-Gefängnis wurde McCain Opfer von Folter, die bei ihm permanente körperliche Behinderungen verursachte. Die Vietnamesen wollten McCain – als Sohn des US-Pazifikkommandeurs – vorzeitig freilassen; McCain weigerte sich, da er dies als positive Öffentlichkeitsarbeit für den Feind ansah. Daraufhin wurde die Folter wieder aufgenommen; McCain, der zudem an Dysenterie litt, unternahm einen Suizidversuch. Am 14. März 1973, nach fünfeinhalb Jahren Gefangenschaft, wurde er in die Freiheit entlassen. Über seine Erfahrung als Kriegsgefangener schrieb er im Mai 1973 im Nachrichtenmagazin U.S. News & World Report. Am National War College schrieb er 1974 einen 44-seitigen Bericht über The Code of Conduct and the Vietnam Prisoners of War.
1981 trat er aus der Navy im Rang eines Captains aus.

## Politische Laufbahn

### Mitglied des Repräsentantenhauses

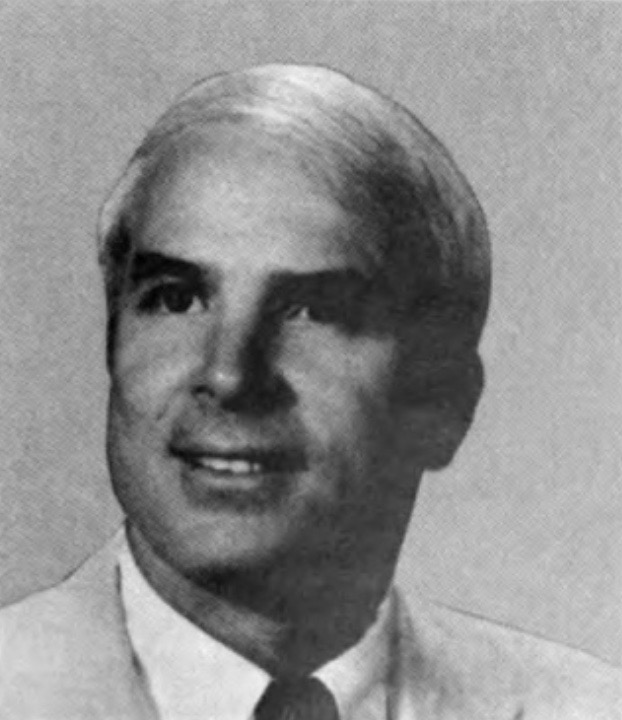
John McCain 1983 als Mitglied des US-Repräsentantenhauses

John McCain war ab 1977 Verbindungsoffizier der Navy zum Senat der Vereinigten Staaten, was ihm einen Zugang in die Politik verschaffte. Seine zweite Ehe mit Cindy Hensley, die aus einer einflussreichen und begüterten Familie in Phoenix (Arizona) stammte, eröffnete ihm die Möglichkeiten, eine politische Laufbahn einzuschlagen. Er zog mit seiner neuen Familie 1980 nach Phoenix und trat bei der Wahl 1982 im 1. Kongresswahlbezirk Arizonas für das Repräsentantenhaus der Vereinigten Staaten an. In der Vorwahl der Republikaner hatte McCain sich um die Nachfolge des nicht mehr antretenden langjährigen Abgeordneten und Fraktionsvorsitzenden der Republikaner, John Jacob Rhodes, mit 32 Prozent der Stimmen durchgesetzt und gewann die Hauptwahl im November 1982 ungefährdet mit 66 Prozent. McCain trat sein Mandat im 98. Kongress am 3. Januar 1983 an und vertrat dort Teile von Phoenix und östliche Vorstädte bis Queen Creek und Apache Junction. Er gewann auch die Wiederwahl 1984, sodass er seinen Sitz bis zum Ende des 99. Kongresses am 3. Januar 1987 innehatte. Später bezeichnete sich McCain häufig als „Fußsoldaten der Reagan-Revolution“, da sein Einstieg in die Politik mit der für die republikanische Partei prägenden Präsidentschaft Ronald Reagans zusammenfiel.

### Senator

McCain im März 1987 mit US-Präsident Ronald Reagan und dessen Frau Nancy bei einem Treffen mit den Mitgliedern des 100. Kongresses

Bei der Wahl 1986 wurde McCain für Arizona in den Senat der Vereinigten Staaten gewählt, nachdem er die parteiinterne Vorwahl ohne Gegenkandidaten gewonnen hatte. In der Hauptwahl um den Sitz des konservativen Barry Goldwater, der nicht wieder antrat, besiegte McCain den Demokraten Richard Kimball mit über 60 Prozent der Stimmen. McCain gehörte dem Senat ab dem 3. Januar 1987 an. Dort saß er unter anderem im Ausschuss für die Streitkräfte und im Handels-, Wissenschafts- und Verkehrsausschuss.
Beim Nominierungsparteitag der Republikaner für die Präsidentschaftswahl 1988 wurde McCain durch eine positiv aufgenommene Rede bundesweit bekannt. In die Schlagzeilen kam er kurz darauf als einer von fünf Senatoren, die sich politisch für den wegen Betrugs bei der Savings-and-Loan-Krise angeklagten Unternehmer Charles H. Keating eingesetzt hatten. Die deshalb Keating Five genannten Senatoren wurden wegen Korruptionsverdachts ab 1989 vom Ethikausschuss des Senats untersucht. McCain, der als einziger der fünf Senatoren persönlich mit Keating befreundet gewesen war, gemeinsam Urlaub gemacht und in mehreren Wahlkämpfen von dessen Zuwendungen profitiert hatte, wurde 1991 von allen Vorwürfen freigesprochen, der Ausschuss attestierte ihm aber schwaches Urteilsvermögen („poor judgment“). Daraufhin begann sich McCain für eine Reform der Wahlkampffinanzen in Richtung von Transparenz und Pflicht zur Verantwortlichkeit zu engagieren, die 2002 im McCain-Feingold-Act gipfelte, den er zusammen mit dem linksliberalen Senator Wisconsins Russ Feingold eingebracht hatte.
Nach 2000 setzte er sich als Vorsitzender des Handelsausschusses gemeinsam mit dem befreundeten Demokraten Joe Lieberman für eine Reduzierung der Treibhausgas-Emissionen ein. Im Präsidentschaftswahlkampf 2004 verteidigte McCain den Kandidaten der Demokraten und befreundeten US-Senator John Kerry gegen verleumderische Angriffe aus den Reihen der Republikaner (und seines Zellengenossen in Vietnam, Bud Day), Kerry habe im Vietnamkrieg seine Truppe im Stich gelassen (siehe Swift Boat Veterans for Truth). Das Angebot Kerrys, sein Running Mate zu werden und neben dem Amt des Vizepräsidenten auch das des Verteidigungsministers zu erhalten, lehnte McCain jedoch ab. Als Vorsitzender des Ausschusses für Indianerfragen war McCain Mitte der 2000er Jahre für eine Korruptionsuntersuchung gegen den republikanischen Lobbyisten Jack Abramoff und mehrere Politiker seiner Partei verantwortlich.
Bei der Senatswahl 2010, die vom Aufstieg der rechtskonservativen Tea-Party-Bewegung geprägt war, hatte McCain mit dem früheren Kongressabgeordneten J. D. Hayworth einen starken innerparteilichen Konkurrenten, der McCains schwaches Präsidentschaftswahlergebnis 2008 und sein nicht immer parteilinientreues Abstimmungsverhalten thematisierte. Mit einem Stimmenanteil von 56,2 Prozent wurde McCain in der Vorwahl seiner Partei nominiert. Bei der eigentlichen Senatswahl im November 2010 gewann er mit 59,3 Prozent der Stimmen ungefährdet vor dem Demokraten Rodney Glassman (34,6) und David Nolan von der Libertarian Party (4,7). Ab Januar 2015 war McCain – nach dem Sieg der Republikaner bei der Wahl 2014 – Vorsitzender des Streitkräfteausschusses im Senat.
Bei der Senatswahl 2016 trat die bisherige demokratische Kongressabgeordnete Ann Kirkpatrick gegen McCain an. Manche Umfragen ergaben deutliche Vorsprünge für McCain, andere etwa gleich hohe Werte für beide Kandidaten, weshalb die Arizona Daily Sun diesen Senatswahlkampf als McCains härtesten bezeichnete. Nachdem im Oktober 2016 sexistische Äußerungen des republikanischen Präsidentschaftskandidaten Donald Trump öffentlich geworden waren, zog McCain seine Unterstützung für den umstrittenen Trump zurück. McCain gewann die Wahl im November 2016 deutlich. Sein letztes Mandat, das bis zum 3. Januar 2023 reichte, endete mit seinem Tod am 25. August 2018. Für die Zeit bis zu einer Nachwahl im November 2020 bestimmte der Gouverneur Arizonas Doug Ducey als Interimssenator an seiner statt den früheren Senatskollegen Jon Kyl.

### Präsidentschaftskandidatur 2000

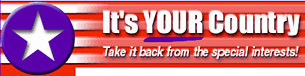
Signet der Präsidentschaftskampagne 2000 mit dem Slogan: It’s your country. Take it back from the special interests! (Holt euch euer Land von den Lobbygruppen zurück!)

Bereits im Jahr 2000 bewarb sich McCain um die Präsidentschaft. Er war bei der Vorwahl innerhalb der Republikanischen Partei der wichtigste Gegenkandidat des Establishment-Favoriten George W. Bush und kündigte an, kein Blatt vor den Mund zu nehmen („straight talk“) und die Verwaltung grundlegend zu reformieren. Er ließ Journalisten in seinem Wahlkampfbus mitreisen, verzichtete auf Personenschutz und hielt 114 Town Hall Meetings (Bürgerversammlungen) ab, bis zu fünf an einem Tag. Nach einem viel beachteten Sieg bei der Vorwahl in New Hampshire galt McCain für kurze Zeit als Favorit und sah sich vor der Abstimmung in South Carolina einer harten Gegenkampagne ausgesetzt, in der neben harten Angriffen der Bush-Kampagne unbekannte Geldgeber die persönliche Integrität McCains durch unwahre Gerüchte in Frage stellten. McCain verlor South Carolina, gewann insgesamt nur sieben andere Staaten für sich und unterlag schließlich dem späteren Wahlsieger Bush.
Verärgert wegen seiner Behandlung durch die Parteiführung, die Bush unterstützt hatte und die McCain für die Schmutzkampagne gegen ihn verantwortlich machte, überlegte er im Jahr 2001, die Republikaner zu verlassen und zukünftig als Unabhängiger im Senat zu arbeiten. Die letztlich ergebnislosen Verhandlungen mit dem damaligen Fraktionsvorsitzenden der Demokraten Tom Daschle waren, wie 2017 bekannt wurde, weit fortgeschritten und hätten die Republikaner ihre Mehrheit im Senat gekostet.
Bei der Präsidentschaftswahl 2004 unterstützte er, nachdem er das Angebot des Demokraten John Kerry abgelehnt hatte, dessen Running Mate zu werden, Präsident Bush mit vielen Auftritten.

### Präsidentschaftskandidatur 2008

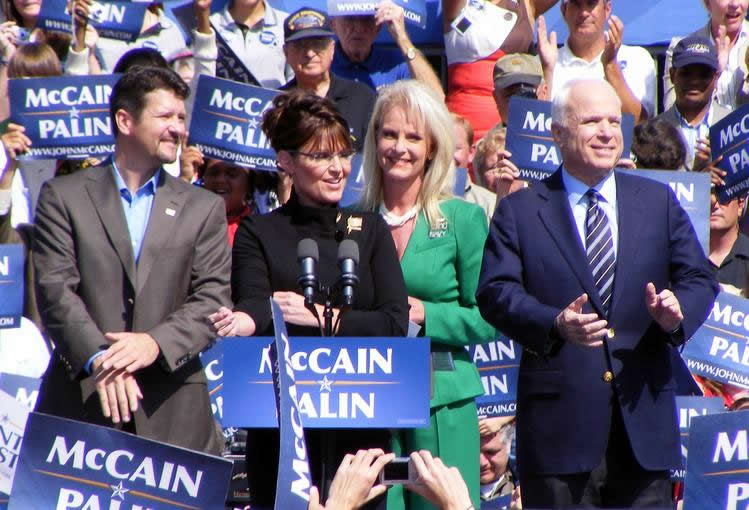
John McCain im Wahlkampf im September 2008 mit Ehefrau und dem Ehepaar Palin

Im Frühjahr 2007 erklärte John McCain in einem CBS-Interview seinen erneuten Antritt für das Amt. Die ehemaligen Außenminister der Vereinigten Staaten Henry Kissinger, Alexander Haig, George P. Shultz und Lawrence Eagleburger unterstützten die Kandidatur. Während John McCain bei der ersten Abstimmung in Iowa lediglich Vierter wurde, gewann er die folgenden Vorwahlen in New Hampshire, South Carolina und Florida. Nach einer Umfrage der Washington Post vom 14. Januar 2008 lag McCain auch landesweit vor den früheren Gouverneuren Mike Huckabee und Mitt Romney und deutlich vor weiteren Kandidaten wie dem libertären Kongressabgeordneten Ron Paul.
Ab der Vorwahl in Florida galten nur noch McCain und Romney als aussichtsreich. Der abgeschlagene ehemalige Bürgermeister New Yorks, Rudy Giuliani, zog seine Kandidatur am 30. Januar zurück und gab eine Wahlempfehlung für McCain ab, ebenso der Gouverneur von Kalifornien, Arnold Schwarzenegger. Nach dem „Super Tuesday“ gab Romney am 7. Februar auf, sodass McCains Vorwahlsieg praktisch feststand.
Nach den Vorwahlen in Ohio, Vermont und Texas am 4. März 2008 überschritt McCain die nötige Zahl von 1191 Delegierten für die Nominierung als Nachfolger George W. Bushs, die Anfang September bei der Republican National Convention, dem Nominierungsparteitag seiner Partei, erfolgte. Als Kandidatin für das Amt des Vizepräsidenten und damit als Running Mate wählte McCain – erstmals für die Republikaner – eine Frau, Sarah Palin, Gouverneurin des Bundesstaates Alaska. Politische Analysten hielten die Nominierung der unerfahrenen Palin für einen schweren Fehler McCains, der ihn möglicherweise Millionen Stimmen gekostet habe. Auch McCain bedauerte in seinen Memoiren The Restless Wave, nicht seinem Instinkt gefolgt zu sein und den damals parteilosen Joe Lieberman gewählt zu haben.
McCain vereinte bei der Präsidentschaftswahl am 4. November 2008 die Stimmen von 173 Wahlmännern auf sich und unterlag damit Barack Obama, dem Kandidaten der Demokraten für das Präsidentenamt, der 365 Wahlmänner gewann. McCain erhielt 45,7 Prozent der abgegebenen Stimmen und Obama 52,9 Prozent (Popular Vote). Kurz nach Veröffentlichung der ersten Ergebnisse aus den Westküstenstaaten räumte McCain seine Niederlage ein und gratulierte Obama telefonisch. In einer anschließenden Rede in Arizona gab er sich versöhnlich und rief seine Unterstützer zur parteiübergreifenden Zusammenarbeit auf. Er wies auf die historische Bedeutung dieser Wahl insbesondere für Afroamerikaner hin. Die Washington Post zählte den Auftritt zu seinen couragiertesten, weil er ohne Rücksicht auf die Ansichten seiner vor ihm versammelten Anhänger sprach. Die Rede wurde allgemein positiv aufgenommen, als beste Niederlagenrede (englisch concession speech) seit Langem oder überhaupt bezeichnet und für ihre Würde und Selbstlosigkeit gelobt.
Schon während des Wahlkampfes hatte er die diffamatorische, unterschwellig rassistische und von Verschwörungstheorien beeinflusste Kampagne gegen Obama aus Teilen der Republikanischen Partei nicht mitgetragen. Am 10. Oktober 2008 erwiderte er auf einer Wahlveranstaltung einer älteren weißen Wählerin, die geäußert hatte, dass sie Obama misstraue, weil sie gelesen habe, er sei „ein Araber“: „Nein, Ma’am, er ist ein anständiger Familienmensch, ein Bürger, mit dem ich einfach einige Meinungsverschiedenheiten über ganz fundamentale Fragen habe. Er ist kein Araber.“

## Politische Positionen

### Einordnung in das politische Spektrum

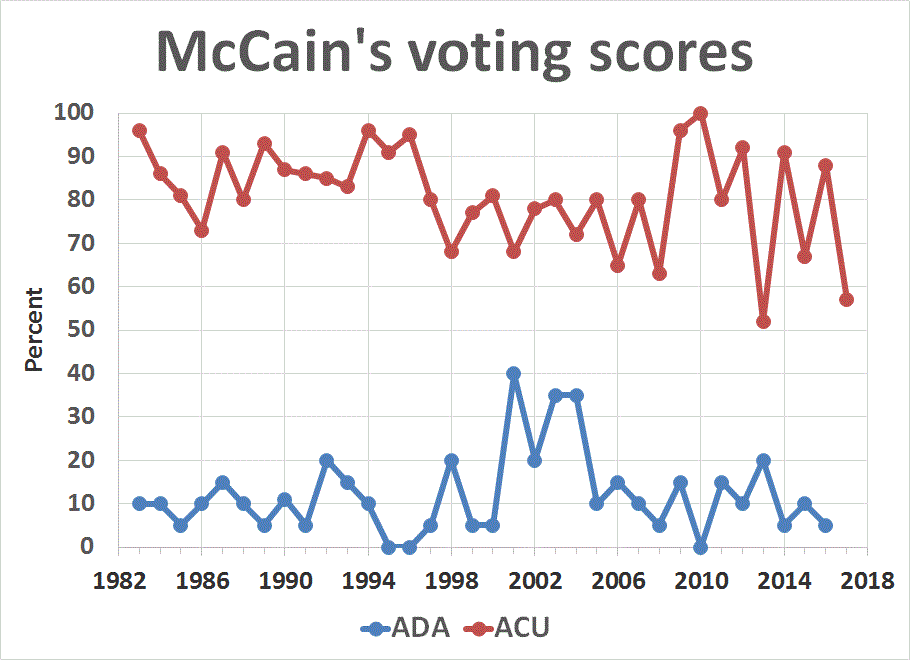
Abstimmungsverhalten McCains nach Jahren laut zwei politischen Gruppen – ACU: American Conservative Union, ADA: Americans for Democratic Action

John McCain entsprach in seinen ersten Jahren im Senat, also in der zweiten Hälfte der 1980er und in der ersten Hälfte der 1990er Jahre, ausweislich seines Abstimmungsverhaltens weitgehend dem Mainstream seiner Partei. Seitdem wich er häufiger davon ab und vertrat insbesondere in innenpolitischen Fragen häufiger moderatere Positionen als die Parteilinie, indem er sich etwa für Sozialprogramme aussprach. Deshalb galt er dem rechten Flügel der Republikaner seit seinem Antreten als Präsidentschaftskandidat in der parteiinternen Vorwahl 2000 als nicht konservativ genug. In diesem Vorwahlkampf bezeichnete er führende Religiös-Konservative wie Pat Robertson und Jerry Falwell als „Agenten der Intoleranz“. 2006 versöhnte er sich angesichts ihres Einflusses auf die Vorwahl im Jahr 2000 mit diesen, distanzierte sich jedoch im Mai 2008 von Pastor John Hagee, der Hurrikan Katrina (als Strafe für die in New Orleans geplante Gay-Parade) ebenso wie Hitlers Vorgehen (und damit den Holocaust) als „gottgewollt“ bezeichnet hatte, und auch von Pastor Rod Parsley, der behauptet hatte, Moslems seien von Dämonen besessen, und es sei Amerikas Aufgabe, diese „falsche Religion“ zu zerstören.
McCain befürwortete lange eine liberalere Einwanderungspolitik als seine Partei insgesamt, etwa in einer gemeinsamen Gesetzesvorlage mit dem linksliberalen Senator Ted Kennedy. Allerdings vollzog er in der Zeit nach seiner Niederlage bei der Präsidentschaftswahl 2008 einen deutlichen Rechtsschwenk. Nach einer Erhebung des Politikmagazins National Journal wies McCain im Jahr 2010 gemeinsam mit sieben anderen Republikanern das konservativste Abstimmungsverhalten im Senat auf. So änderte er auch seine Ansichten zur Einwanderungsfrage. Als ein Grund dafür wurde auch seine Bewerbung um die Wiederwahl als Senator im Jahr 2010 angesehen, bei der er innerparteilich von rechts herausgefordert wurde.
In der Haushaltskrise 2011 bezeichnete er Abgeordnete der rechtspopulistischen Tea-Party-Bewegung als „Hobbits“, nachdem sie John Boehner, dem republikanischen Mehrheitsführer im Repräsentantenhaus, die Unterstützung verweigert hatten. Ihre Ideen nannte er „bizarr und naiv“.
Anders als viele Parteifreunde unterstützte McCain 2013 die überparteiliche Initiative für eine Einwanderungsreform (Border Security, Economic Opportunity, and Immigration Modernization Act of 2013), die die Einbürgerung illegal Eingewanderter vereinfachen sollte. Diese vom Senat verabschiedete Vorlage scheiterte aber im Repräsentantenhaus. McCain beklagte auch das Verdursten illegaler Immigranten in der Wüste von Arizona. Harry Enten von FiveThirtyEight, der 2017 McCains Abstimmungsverhalten über die Jahre auswertete, bezeichnete ihn in seinen Positionen bei gelegentlichen situativen Schwankungen als relativ konsistent. Die republikanische Partei sei dagegen mit der Zeit immer weiter nach rechts gedriftet und McCain dadurch an ihren moderaten Rand gerückt.

### Außenpolitik

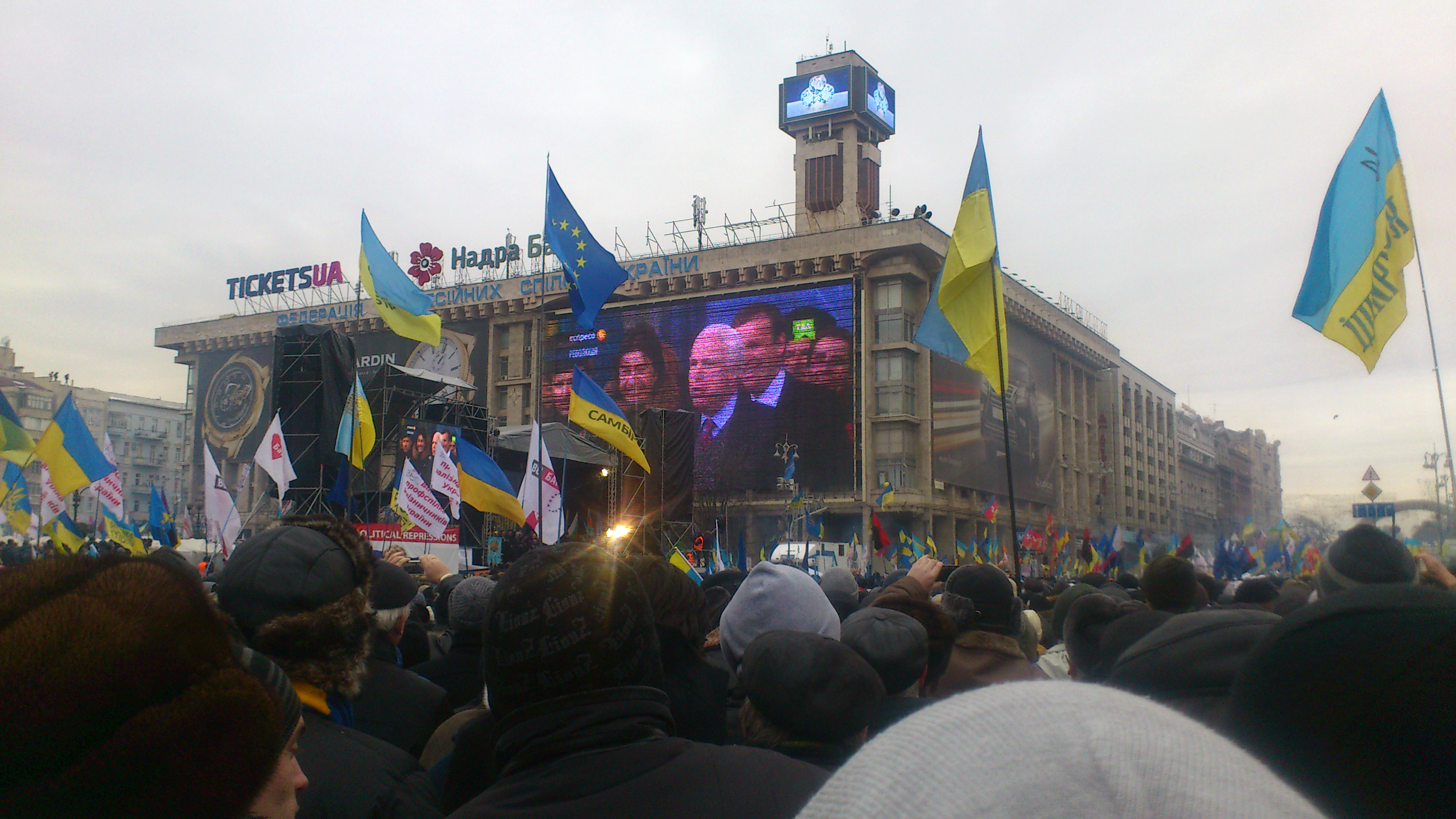
John McCain bei der Übertragung einer Rede in Kiew im Dezember 2013 zur Unterstützung des Euromaidan

McCain galt lange Zeit als skeptisch gegenüber Auslandseinsätzen des US-Militärs, bis er in den 1990er Jahren zu einer stärker interventionistischen Linie fand. Insbesondere im Jugoslawienkrieg spielte McCain eine wichtige Rolle dabei, für die Regierung Clinton Unterstützung eines militärischen Einsatzes bei den Republikanern zu organisieren. 1998 unterstützte er eine Resolution des Project for the New American Century, die einen Regimewechsel im Irak und einen Sturz des Diktators Saddam Hussein forderte. Zuletzt galt McCain als starker Befürworter militärischer Interventionen und einer harten Linie in der Außen- und Sicherheitspolitik. Er unterstützte den Irakkrieg, kritisierte jedoch früh die Strategie von Präsident Bush und des Verteidigungsministeriums, wenige Soldaten im Irak als Besatzung zu stationieren. Seiner Forderung nach mehr Streitkräften zur Bewältigung der Probleme wurde schließlich 2007 entsprochen.
Im Oktober 2005 stimmte der US-Senat mit 90 zu 9 Stimmen McCains Gesetzentwurf eines Folterverbots zu, der „grausame, unmenschliche und entwürdigende Behandlungen“ von Gefangenen verbietet. McCain führte dazu aus, Terroristen seien von Grund auf böse, aber es gehe nicht um sie, „es geht um uns. Wir befinden uns in einem Kampf um die Werte, für die wir stehen.“ Dazu gehöre die Einhaltung der Menschenrechte, „ganz gleich, wie schrecklich unsere Gegner auch sein mögen“. Das Gesetz konnte nicht verabschiedet werden, da Präsident George W. Bush sein Veto einlegte – mit der Begründung, es biete der CIA beim Verhör von Terroristen zu wenig Spielraum.
McCain schloss Anfang 2006 ein militärisches Vorgehen gegen den Iran als letzte Möglichkeit nicht aus. Während des Präsidentschaftswahlkampfs 2008 wandelte er bei einer Veranstaltung den Refrain des Liedes Barbara Ann der Beach Boys zu Bomb Iran („Bombardiert Iran“) ab. Die Außenpolitik Barack Obamas kritisierte er mehrfach als zu konziliant.
McCain galt als transatlantisch und an multilateralen Konfliktlösungen orientiert, weit stärker etwa als der frühere republikanische Präsident George W. Bush. In einem Aufsatz in Foreign Affairs betonte McCain 2007 die Werte- und Interessengemeinschaft der USA mit Europa und hob die Bedeutung der politischen Abstimmung mit den befreundeten Demokratien des europäischen Kontinents hervor.
McCain hat sich oft gegen autoritäre Staatschefs ausgesprochen. 2007 kritisierte er die Politik Wladimir Putins und bezeichnete Russland als „revanchistisch“. Im Zuge der Euromaidan-Proteste 2013 in der Ukraine unterstützte McCain die EU-freundliche Opposition. Anfang 2017 bezeichnete McCain Putin als „Mörder und Verbrecher“. Den belarussischen Diktator Aljaksandr Lukaschenka nannte McCain 2013 „einen rücksichtslosen, repressiven und brutalen Tyrannen auf der falschen Seite der Geschichte“. Während der Proteste in der Türkei 2013 erklärte McCain: „Ich liebe die Türkei. … Aber ich glaube, dass in den Augen vieler Türken sich Erdoğan mehr wie ein Diktator als wie ein Ministerpräsident verhält“. Den Umsturz in Ägypten 2013 nannte McCain einen ungerechtfertigten Putsch und forderte die Freilassung von Mohammed Mursi.
Während des Bürgerkrieges in Syrien forderte er 2012 eine Sicherheitszone im Land, die Bewaffnung der syrischen Opposition und Angriffe auf Flugzeuge der Streitkräfte Syriens. Nachdem Barack Obama erklärt hatte, ein möglicher Militäreinsatz habe keinen Regimewechsel zum Ziel, forderte McCain den Sturz Assads. Später unterstützte McCain Obamas Pläne für eine Intervention.
Als während der Überwachungs- und Spionageaffäre 2013 bekannt wurde, dass die Vereinigten Staaten das Handy von Bundeskanzlerin Angela Merkel abhörten, forderte McCain eine Entschuldigung von Barack Obama.

### Innenpolitik
McCain, der im Präsidentschaftswahlkampf 2008 anders als die meisten anderen republikanischen Kandidaten kaum Aussagen über Religion und persönliche Gläubigkeit machte, kündigte damals eine Abkehr von der freien Entscheidung zum Schwangerschaftsabbruch und von der Supreme-Court-Entscheidung Roe v. Wade an, die maßgeblich für die damalige in den USA gültige Regelung war. Er lehnte zwar lange gleichgeschlechtliche Ehen ab, akzeptierte aber eingetragene Lebenspartnerschaften in den einzelnen Bundesstaaten. Nachdem er die Aufhebung der „Don’t ask, don’t tell“-Richtlinie 2011 noch einen „traurigen Tag“ genannt hatte, setzte er sich 2016 gegen jede Diskriminierung von LGBT-Personen im Militär ein.
McCain sprach sich 2008 gegen Beschränkungen des Verkaufs, Erwerbs und Tragens von Schusswaffen aus. Gleichwohl befürwortete er Kontrollmaßnahmen beim Waffenverkauf sowie bestimmte Beschränkungen des politischen Einflusses von Interessenverbänden, die auch die Waffen-Lobby betreffen könnten. Aus diesen Gründen herrschte bei Mitgliedern der National Rifle Association ein gewisses Misstrauen McCain gegenüber.
McCain befürwortete die Todesstrafe und die Ausweitung ihrer Anwendung unter anderem auf internationale Drogenhändler, aber das Verbot ihrer Anwendung auf Minderjährige. Die Entscheidung des Obersten Gerichtshofs zum Fall Kennedy v. Louisiana, die ein Todesurteil wegen der Vergewaltigung eines Kindes für verfassungswidrig erklärte, bezeichnete er als „einen Angriff gegen die Bemühungen der Strafverfolgung, diese schrecklichen Täter wegen des Begehens des verabscheuungswürdigsten Verbrechens zu bestrafen“.
Im Juni 2008 sprach sich McCain dafür aus, bis zum Jahre 2030 in den USA 45 neue Atomkraftwerke zu bauen. Seit den 1970er Jahren waren in den USA wegen der ungeklärten Entsorgung keine neuen Atomkraftwerke mehr genehmigt worden. Auch die Aufhebung des 1982 verhängten und seither jährlich verlängerten Moratoriums für Ölbohrungen vor den Küsten der USA gehörte, anders als noch 2000, im Präsidentschaftswahlkampf 2008 zu seinem Programm.

### Verhältnis zu Donald Trump
McCain kritisierte 2015 im Vorwahlkampf der Republikaner um die Präsidentschaftswahl 2016 den Kandidaten Donald Trump, der illegale Einwanderung zu einem Wahlkampfthema machte: Trump fördere parteiintern die „Bekloppten“ (crazies). Trump griff McCain danach massiv an, indem er ihm sein militärisches Heldentum absprach, da er sich habe gefangen nehmen lassen (siehe den Wahlkampfartikel). McCain revanchierte sich im Oktober 2017 mit der Bemerkung, es sei „falsch“ gewesen, dass sich reiche Amerikaner während des Vietnamkrieges vor der Einberufung gedrückt hätten: „[…] die höchsten Einkommensschichten fanden einen Arzt, der ihnen attestierte, sie hätten einen Knochensporn“ – eine Anspielung auf Trumps ärztliches Attest, mit dem er vom Dienst im Vietnamkrieg freigestellt worden war. Nachdem im Oktober 2016 eine Videoaufzeichnung aufgetaucht war, in dem sich Trump in vulgärer und obszöner Weise über Frauen äußerte, mit denen man alles machen könne, wenn man ein Star sei, zog McCain seine Unterstützung für Trump zurück. Für derartig unangemessenes Benehmen gebe es keine Entschuldigung.

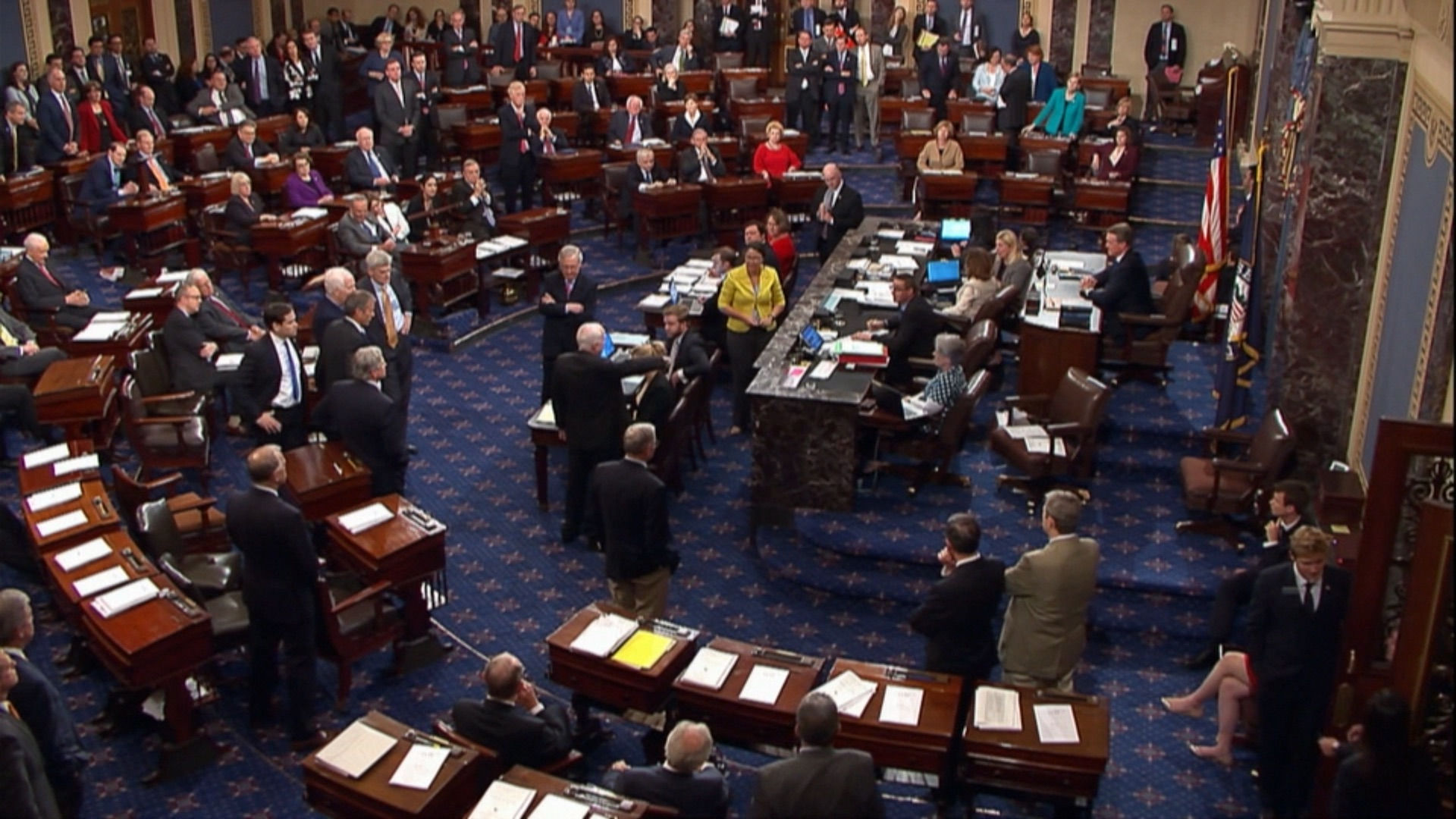
John McCain bei seiner Ablehnung der Abschaffung von Obamacare im Juli 2017

Auch während Donald Trumps erster Präsidentschaft ab Januar 2017 gehörte McCain zu dessen schärfsten innerparteilichen Kritikern. So wandte er sich zusammen mit Senator Lindsey Graham gegen Trumps Einreiseverbot gegen Bürger mehrerer muslimischer Länder, da es kontraproduktiv sei. Als die Republikaner im Sommer 2017 die Abschaffung der Gesundheitsreform der Regierung Obama (Obamacare) betrieben, votierte McCain am 27. Juli – wenige Tage nach Bekanntwerden seiner Krebserkrankung – gegen den Health Care Freedom Act, der Obamacare abschaffen sollte. McCain begründete seine mitentscheidende Stimme damit, dass das Gesundheitssystem auf einem Kompromiss beruhen müsse, der Argumente verschiedener Seiten berücksichtige, was weder Obamacare noch der Gegenvorschlag berücksichtigen würden. McCain ließ auch einen weiteren Vorschlag zweier Senatskollegen, Obamacare stark einzuschränken, im September scheitern.
Mehrfach kritisierte McCain Trumps Umgang mit den Medien. Nachdem Trump die „Fake-News-Medien“ als „Feind des amerikanischen Volks“ bezeichnet hatte (enemy of the American People – enemy of the people entspricht im Englischen dem deutschen Begriff Volksfeind), äußerte McCain im Februar 2017: „So fangen Diktatoren an“ (“That’s how dictators get started”). Im Oktober 2017 rechnete McCain in einer Rede mit dem politischen Zeitgeist ab, der in und um das Weiße Haus herrsche, unter anderem mit dem identitären Nativismus und der isolationistischen Haltung America First, die Trump, sein Redenschreiber Stephen Miller und auch sein ehemaliger Chefberater Stephen Bannon propagierten. McCain setzte sich im Mai 2018 gegen die von Trump als Direktorin der Central Intelligence Agency vorgeschlagene Gina Haspel ein, da sie nach den Anschlägen am 11. September 2001 Folter gebilligt hatte. Daraufhin wurde die Äußerung einer Mitarbeiterin des Weißen Hauses öffentlich, McCains Ablehnung sei irrelevant, da er sowieso bald sterbe. Der Satz sorgte für parteiübergreifende Empörung, blieb aber ohne Entschuldigung oder personelle Folgen im Weißen Haus.
McCains im Mai 2018 erschienene Memoiren (The Restless Wave) wurden als schonungslose Abrechnung mit Donald Trumps erster Präsidentschaft bezeichnet. Darin machte McCain öffentlich, dass er das Steele-Dossier 2016 an das FBI weitergegeben habe, in dem eine kollusive Zusammenarbeit von Donald Trumps Wahlkampagne mit russischen Stellen behauptet wird, die in den folgenden Ermittlungen des FBI untersucht wurden. Das Buch ist der Abschluss der autobiographischen Trilogie, die McCain zusammen mit seinem langjährigen Coautor Mark Salter geschrieben hat. Sie begann 1999 mit dem Buch Faith of my fathers.
Nach dem Gipfeltreffen in Helsinki im Juli 2018 zwischen Trump und dem russischen Präsidenten Putin, bei dem Trump – ohne Kritik an der mutmaßlichen russischen Einmischung in amerikanische Wahlkämpfe zu äußern – Putins Beteuerungen den Erkenntnissen seiner Nachrichtendienste vorzuziehen schien, äußerte McCain scharfe Kritik. Er nannte Trumps Verhalten einen „Tiefpunkt in der Geschichte der amerikanischen Präsidentschaft“ und „eine der schändlichsten Aufführungen eines amerikanischen Präsidenten seit Menschengedenken“.

## Krankheit, Tod und Nachleben
Im Juli 2017 wurde bei McCain nach der operativen Entfernung eines Blutgerinnsels über dem linken Auge ein bösartiger Gehirntumor (Glioblastom) diagnostiziert. Er unterzog sich einer Chemotherapie und kehrte zeitweilig in den Senat zurück. Ab Dezember 2017 befand er sich in medizinischer Behandlung in Arizona, die er im August 2018 einstellen ließ. Am 25. August 2018 starb McCain vier Tage vor seinem 82. Geburtstag umgeben von seiner Familie.
McCains Leichnam wurde im Kapitol Arizonas und in der Rotunde des Kapitols in Washington, D.C. aufgebahrt; der Trauergottesdienst fand in der Washington National Cathedral mit Trauerreden der früheren Präsidenten George W. Bush und Barack Obama statt. Ebenso hielt Henry Kissinger eine Rede. Während der amtierende Vizepräsident Mike Pence anwesend war, war Präsident Donald Trump, der McCain bis zuletzt angegriffen hatte, nicht eingeladen. Auch McCains Running Mate von 2008, Sarah Palin, wurde nicht eingeladen. McCain wurde am 2. September in Annapolis, Maryland auf dem Friedhof der Naval Academy neben Admiral Charles R. Larson beigesetzt. Als Sargträger legte McCain neben Freunden und Politikern beider Parteien den russischen Oppositionellen Wladimir Kara-Mursa fest, was als nachträgliche Ansage an Putin und Trump gedeutet worden ist.

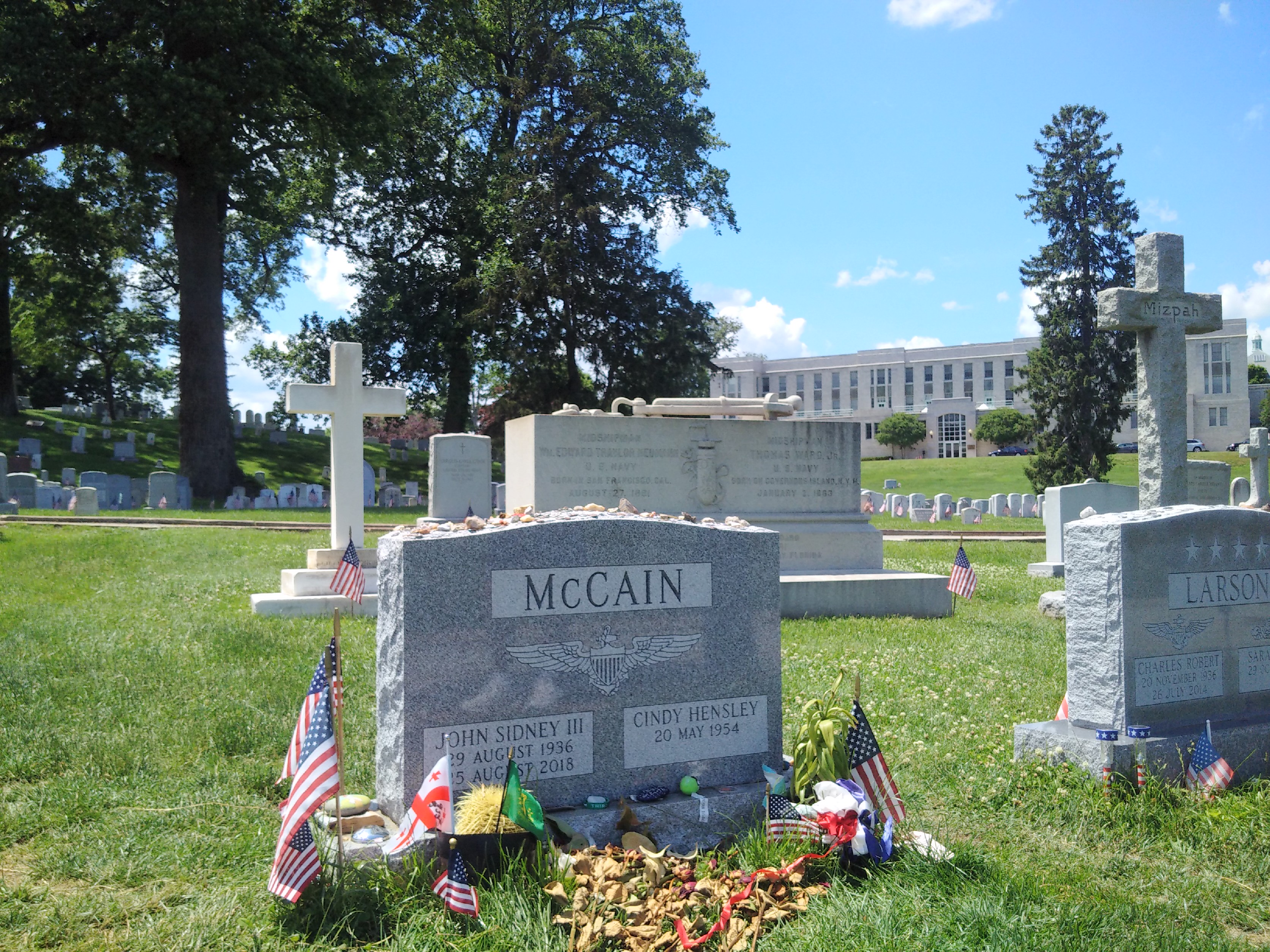
Grab von John McCain

McCain ließ posthum eine Abschiedsbotschaft verlesen, in der er erklärte, ein glückliches und erfülltes Leben geführt zu haben. Er dankte seiner Familie und rief die Amerikaner, „325 Millionen meinungs- und lautstarke Individuen“, dazu auf, nie das Gemeinsame zu vergessen. Trotz aller gegenwärtigen Probleme solle man nicht verzagen, sondern immer an das große Versprechen und die Größe Amerikas, „einer Nation, die auf Idealen, und nicht auf Blut und Boden gegründet“ sei, glauben. Sein Satz „wir schwächen unsere Größe, wenn wir unseren Patriotismus mit Stammesrivalitäten verwechseln, die Ressentiments gesät haben, […] wenn wir uns hinter Mauern verstecken, statt sie niederzureißen“, wurde als subtile Zurückweisung des Trumpismus verstanden.
Präsident Trumps Umgang mit McCains Tod sorgte für Kritik. Ein vom Weißen Haus vorbereitetes, McCain ehrendes Statement verhinderte er zunächst und sandte stattdessen eine Kurznachricht über Twitter, in der er der Familie kondolierte, aber nichts über McCain selbst schrieb. Die US-Flagge am Weißen Haus wurde auf halbmast gehisst, allerdings weniger als 48 Stunden. Nach Kritik auch von Republikanern und Veteranenverbänden wurde die Flagge am Folgetag wieder, wie in solchen Fällen üblich, bis zur Beerdigung auf halbmast gesetzt, was Trump per Dekret für alle öffentlichen Gebäude festlegte. In diesem Dekret würdigte Trump auch McCains Dienst für die USA.

## Ehrungen und Auszeichnungen

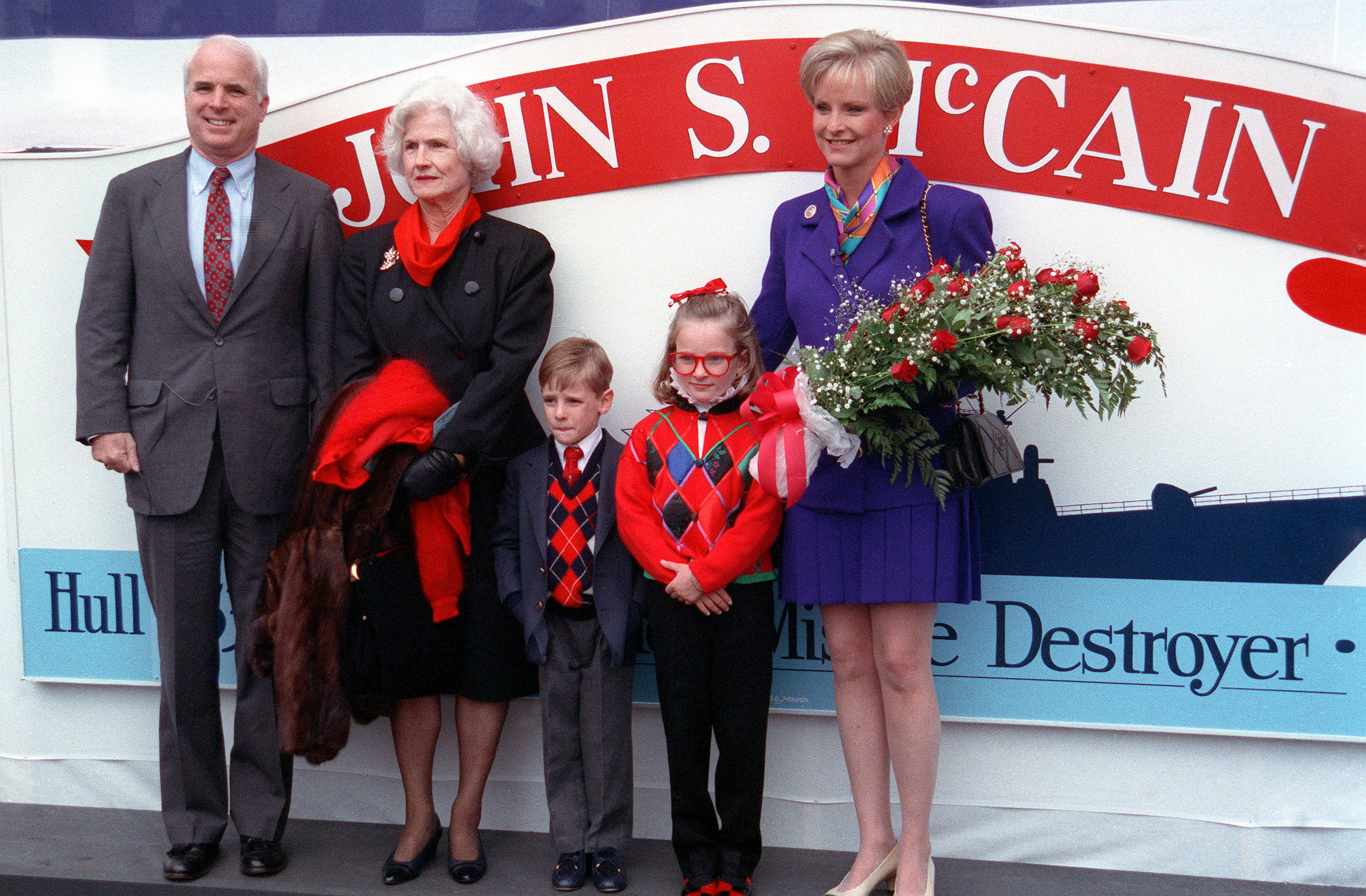
John McCain 1992 mit seiner Mutter, seiner Frau und zweien seiner Kinder, darunter die Tochter Meghan McCain, bei der Taufe des Zerstörers John S. McCain

Für seine militärischen Leistungen erhielt McCain die Auszeichnungen Distinguished Flying Cross, Silver Star, Bronze Star, Legion of Merit, die Prisoner of War Medal und das Purple Heart (2008).
Im Ausland erhielt McCain unter anderem 2005 die höchste Auszeichnung Lettlands, als er Großoffizier des Drei-Sterne-Ordens wurde, und im Jahr 2016 den ukrainischen Orden der Freiheit. Als langjährigem Teilnehmer der Münchner Konferenz für Sicherheitspolitik wurde ihm 2006 deren Friedensplakette verliehen und 2018 der Ewald-von-Kleist-Preis, den seine Ehefrau für ihn entgegennahm.
Am 12. Juli 2018 wurde der Zerstörer John S. McCain, dessen Name bisher auf McCains Vater und Großvater bezogen gewesen war, auf denjenigen John McCains erweitert. Ebenfalls 2018 wurde John McCain der Henry-Kissinger-Prize für diplomatische Verdienste verliehen. Kurz nach McCains Tod schlug der Fraktionsvorsitzende der Demokraten im Senat, Chuck Schumer, vor, das Russell Senate Office Building nach McCain benennen zu lassen.
2022 erhielt er postum die Presidential Medal of Freedom.

## Schriften
- mit Mark Salter: Faith of my fathers. Random House, New York u. a. 1999, ISBN 0-375-50191-6.
- mit Mark Salter: Worth the Fighting For: A Memoir. Random House, New York u. a. 2002, ISBN 0-375-50542-3. Als Hörbuch gelesen von John McCain. Random House Audio, ISBN 978-0-553-71404-3.
- mit Mark Salter: The Restless Wave: Good Times, Just Causes, Great Fights and Other Appreciations. Simon & Schuster, New York 2018, ISBN 978-1-5011-7800-9. Als Hörbuch gelesen mit Beau Bridges. Simon & Schuster Audio, ISBN 978-1-5082-4446-2.[106]